# 孟加拉国—新加坡关系
孟加拉国－新加坡关系（英語：Bangladesh-Singapore relations）是孟加拉人民共和国和新加坡共和国的关系。

## 历史
新加坡于1972年2月承认孟加拉国独立。
2013年3月20日，孟加拉国前总统齐勒·拉赫曼在新加坡逝去，终年84岁。
2016年1月20日，新加坡驱逐了27名来自孟加拉国的建筑工人，这些工人计划在孟加拉国策划恐怖袭击。
2016年8月9日，孟加拉国和新加坡共同签署了一项联合发电厂的协议。
2016年10月24日至26日，新加坡国防部兼外交部高级政务部长孟理齐（Maliki Osman）访问孟加拉国，表示愿意改善两国相互关系，加强在反恐领域的合作。

## 经济关系
新加坡是孟加拉国最大的人力资源出口国之一。 新加坡航空有往返孟加拉国的航班，孟加拉航空同样也有在新加坡往来的班机。